# Décès en janvier 1947
Décès
- 1943
- 1944
- 1945
- 1946
- 1947
- 1948
- 1949
- 1950
- 1951

Pour une information complémentaire, voir la page d'aide.

| Date       | Nom                | Pays             | Activités                   | Âge | Source |
| ---------- | ------------------ | ---------------- | --------------------------- | --- | ------ |
| 9 janvier  | Sōichi Kakeya      | Drapeau du Japon | Mathématicien japonais.     | 60  |        |
| 27 janvier | Elias Abou Chabaki | Drapeau du Liban | Écrivain et poète libanais. | 43  |        |